# Marcel Meeuwis
Marcel Meeuwis (ur. 31 października 1980 w Goirle) – holenderski piłkarz występujący na pozycji pomocnika. Obecnie jest zawodnikiem VVV Venlo.

## Kariera
Meeuwis zawodową karierę rozpoczynał w Willem II Tilburg. W Eredivisie zadebiutował 20 grudnia 2000 w wygranym 2:0 meczu z NEC Nijmegen. W 2002 roku został wypożyczony do drugoligowego VVV Venlo. Na wypożyczeniu spędził tam dwa sezony, a w 2004 roku został wykupiony przez Venlo z Willem. W Venlo grał jeszcze przez dwa sezony. W sumie wystąpił tam w 118 ligowych meczach i zdobył w nich 10 bramek.
W 2006 roku podpisał kontrakt z pierwszoligową Rodą Kerkrade. Zadebiutował tam 19 sierpnia 2006 w wygranym 1:0 ligowym spotkaniu z Excelsiorem Rotterdam. 21 października 2006 w wygranym 2:1 pojedynku ze Spartą Rotterdam zdobył pierwszą bramkę w Eredivisie. W Rodzie grał do 2009 roku.
Latem 2009 odszedł do niemieckiej Borussii Mönchengladbach. W Bundeslidze zadebiutował 16 sierpnia 2009 w wygranym 2:1 meczu z Herthą Berlin.
Od stycznia 2011 roku był wypożyczony do Feyenoordu do końca sezonu.
Od sezonu 2011/2012 zawodnik VVV Venlo, gdzie przeszedł na zasadzie wolnego transferu.